# 드르바르

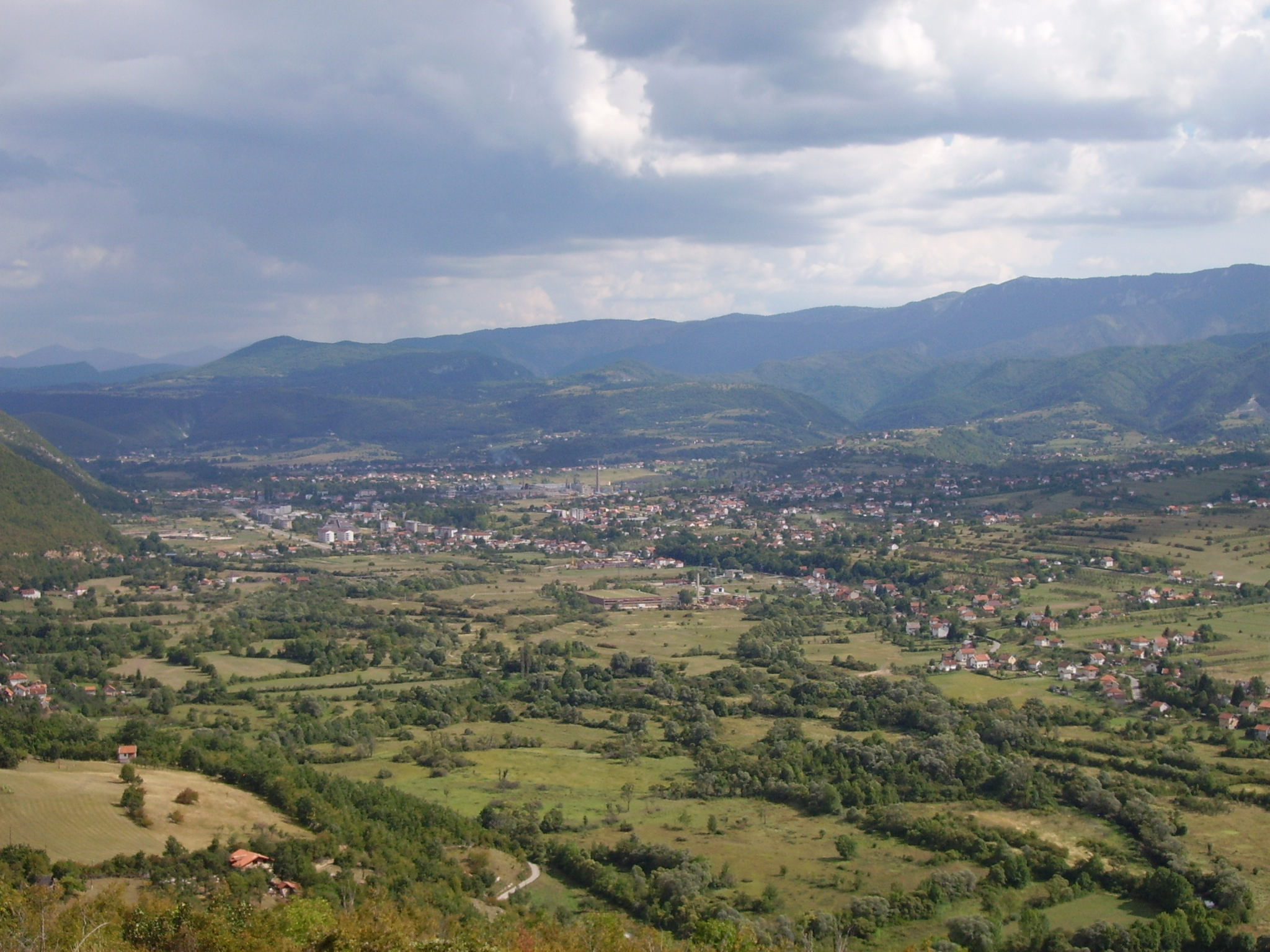
드르바르

드르바르의 위치

드르바르(세르비아어: Дрвар, Drvar, 보스니아어: Drvar, 크로아티아어: Drvar)는 보스니아 헤르체고비나 서부에 위치한 도시로 면적은 589.3km2, 높이는 약 480m, 인구는 7,506명(2013년 기준), 인구 밀도는 13명/km2이다.
행정 구역상으로는 보스니아 헤르체고비나 연방 제10주에 속한다. 보산스코그라호보와 보산스키페트로바츠를 연결하는 도로가 지나가며 크로아티아 시베니크에서 약 120km, 비하치에서 약 80km, 바냐루카에서 약 125km 정도 떨어진 곳에 위치한다.
도시 이름은 슬라브어파로 "숲"을 뜻하는 '드르보'(drvo)에서 유래된 이름이다. 유고슬라비아 사회주의 연방공화국 시대에는 요시프 브로즈 티토를 기념하기 위해 명명된 티토보드르바르(Titov Drvar)라는 이름을 사용했다.

## 같이 보기
- 제10주